# Корнев, Александр Семёнович
Александр Семёнович Корнев (10 (23) июля 1902, дер. Ивановка, Тамбовская губерния — 1983, Москва) – советский военный инженер. Командующий 6-й сапёрной армией (октябрь 1941 — 25 февраля 1942), полковник (1942).

## Биография
Из семьи рабочего. В Красную Армию зачислен в апреле 1919 года. Участвовал в Гражданской войне. Окончил Тамбовские внешкольно-политические курсы (1919), краткосрочные курсы переквалификации командиров-подрывников (1920). Служил в политотделе Южного фронта, был начальником библиотеки клуба, преподавателем на курсах политпросветработников при политотделе фронта. Летом 1919 года воевал на Южном фронте, участвуя в борьбе против рейда белых войск генерала К. К. Мамонтова. Был ранен. С июля 1920 года служил в Москве в Главном военно-инженерном управлении РККА. В октябре 1922 года был демобилизован.  
Окончил Московский лесотехнический институт в 1925 году и военно-техническое училище в 1927 году. С ноября 1924 года работал на Тульском оружейном заводе начальником цеха. В 1933 году по решению ЦК ВКП(б) по инициативе Наркома тяжелой промышленности СССР Г. К. Орджоникидзе был назначен начальником строительства Уралмашзавода. С 1937 года - начальник строительства Уральского турбинного завода. В 1931 году вступил в ВКП(б).
В 1938 году по доносу был снят с должности, обвинён в связях с «врагами народа», исключён из партии. Добился пересмотра своего дела в Москве, где через несколько месяцев Комиссия партийного контроля при ЦК ВКП(б) восстановила его в партии. В 1939 году по предложению знавшего его много лет академика О. Ю. Шмидта назначен начальником «Академстроя» Академии наук СССР. С января 1941 года – начальник строительства крупного оборонного завода в Подмосковье.
В начале Великой Отечественной войны в июне 1941 года А. С. Корнев был повторно призван в РККА, ему было присвоено воинское звание «военинженер 2-го ранга» (в конце 1941 года был уже военинженером 1-го ранга). Был назначен начальником 7-го района оборонительных работ 51-го управления полевого строительства (УОС), который осуществлял строительство оборонительных рубежей и переправ на Брянском фронте. В сентябре под его руководством строился Брянский оборонительный рубеж. 
В октябре 1941 года он назначен начальником 10-го Управления оборонительных работ НКВД СССР, которое продолжало строить оборонительные сооружения на брянском и тульском направлениях.
В конце октября 1941 года А. С. Корнев назначен командиром 18-й инженерно-сапёрной бригады, а в ноябре — командующим 6-й саперной армией, формирование которой шло на территории Пензенской области и Мордовской АССР. В феврале 1942 года армия вошла в состав Брянского фронта и ей было поручено как можно быстрее построить мощный оборонительный рубеж между Орлом и Тулой. Проявил большую смекалку: на ряде участков между городами Тула и Мценск вместо оборонительных сооружений были построены искусственные водные препятствия протяженностью 386 км, для этого сооружены 64 плотины и дамбы длиной от 50 до 300 м каждая.
В апреле 1942 года на базе нескольких управлений оборонительного строительства было сформировано 22-е УОС, начальником которого был назначен А. С. Корнев. Управление попеременно входило в состав разных фронтов на центральном участке советско-германского фронта. С февраля по июнь 1943 года это управление выполняло задание Ставки ВГК по сооружению мощного рубежа обороны на Курской дуге для войск Центрального и Воронежского фронтов, и ещё одного тылового рубежа  восточнее Курска для размещения крупных стратегических резервов, объединенных в войска Степного фронта. Огромный объём работ был выполнен в срок. Опираясь на созданные рубежи обороны, советские войска выдержали мощнейший удар врага в оборонительном этапе Курской битвы.
В апреле 1943 года начальник Управления оборонительного строительства Красной Армии в служебной характеристике на А. С. Корнева отмечал, что «полковник Корнев является одним из наиболее способных и опытных руководителей оборонительного строительства, привлеченных к этому делу за время Отечественной войны из состава крупных гражданских специалистов. Имея большой опыт в руководстве крупными гражданскими стройками, тов. Корнев, отлично освоил организацию оборонительных работ и проявил в этом большую энергию и инициативу. Сумел отлично организовать одно из наиболее мощных Управлений оборонительного строительства и отлично справился с выполнением задач по строительству оборонительных рубежей в 1942 г.».
В феврале 1944 года отозван с фронта и назначен начальником Центрального управления заказов инженерного вооружения Главного военно-инженерного управления Красной Армии.  
После войны А. С. Корнев вновь был откомандирован в народное хозяйство с оставлением в кадрах Советской армии, и назначен начальником Центрального Управления капитального строительства Академии наук СССР, и одновременно — уполномоченным Президиума Академии наук СССР по строительству. С июня 1949 года вновь служил в Советской армии, исполняя обязанности начальника главного инженера 42-го управления инженерных работ. С мая 1951 года — начальник 5-го Управления строительства специальных объектов. 
С августа 1966 года в отставке. Умер в 1983 году. Место захоронения не установлено.
Автор книги воспоминаний «У них были мирные профессии» (М.: Воениздат, 1962).

## Награды
- Орден Ленина (4.04.1943)
- Орден Отечественной войны 1-й степени (5.11.1944)
- Орден Трудового Красного Знамени (21.02.1942)
- 2 ордена Красной Звезды (5.11.1954, …)
- Медаль «За боевые заслуги» (30.04.1945)
- Медаль «За оборону Москвы»
- Медаль «За освобождение Варшавы»
- Медаль «За взятие Кенигсберга»
- Другие медали
- Почётная грамота ЦИК СССР (1925)
- Персональный легковой автомобиль (1926)